# رویه زیربخش کتمول-کلارک

اولین سه گام زیر بخش کتمول-کلارک مکعبی با رویه زیربخش پایین

الگوریتم کتمول-کلارک در گرافیک کامپیوتری برای ساخت رویه‌های صاف توسط مدل‌سازی رویه زیربخش است. این الگوریتم توسط ادوین کتمول و جیمز اچ کلارک
در سال ۱۹۷۸ به عنوان عمومی سازی رویه‌های بی‌اسپلاین یکنواخت دومکعبی برای توپولوژی‌های دلخواه توسعه داده شد. در سال ۲۰۰۵ ادوین کتمول به همراه تونی دیروز و جاس استم به دلیل کارهای خود
در زمینه رویه‌های زیربخش و کاربردهای آنها جایزه دست‌آوردهای فنی را بدست آورد.

## ارزیابی بازگشتی
رویه‌های کتمول-کلارک به صورت بازگشتی با پالایه‌های زیر تعریف می‌شوند:
با شبکه چند ضلعی یک چندوجهی دلخواه شروع کنید. تمام راس‌های این شبکه نقاط اصلی خوانده می‌شوند.
- برای هر وجه نقطه وجهی اضافه کنید.
  - هر نقطه وجهی مرکز جرم نقاط اصلی وجه مربوطه‌است.
- برای هر یال یک نقطه یال تعریف کنید.
  - هر نقطه یال متوسط نقاط وجهی همسایه آن و دو نقطه اصلی انتهایی است.
- برای هر نقطه وجهی یک یال به ازای هر وجه ارتباط دهنده نقطه وجهی به نقطه یال وجه اضافه کنید.
- برای هرنقطه اصلی P متوسط F برای تمام n نقاط وجه اخیراً ساخته شده برای وجه‌های مرتبط با P و تمام متوسط‌های R برای همه نقاط n وسط یال‌های مرتبط با

P که در آن هر نقطه وسط متوسط دو راس انتهایی است در نظر بگیرید. هر نقطه اصلی را به نقطه:: {\displaystyle {F+2R+(n-3)P \over n}} ببرید
این نقطه مرکز ثقل P، R و F با وزنهای به ترتیب (n-3)، 2 و ۱ است.
- هر نقطه راس جدید را به نقاط یال جدید تمام یال‌های اصلی راس اصلی متصل کنید.
- وجه‌های جدیدی با یال‌های ایجاد شده جدید تعریف کنید.

شبکه جدید شامل مربع‌هایی است که در حالت کلی مسطح نیستند. شبکه جدید نسب به شبکه قبلی صافتر به نظر خواهد رسید.
تکرار زیربخش‌ها شبکه صافتری ایجاد می‌کرند و می‌توان نشان داد رویه محدود به دست آمده از این روند پالایش حداقل {\displaystyle {\mathcal {C}}^{1}} در راس‌های استثنایی و در شرایط دیگر {\displaystyle {\mathcal {C}}^{2}}. بعد از یک تکرار تعداد راس‌های استثنایی روی وجه ثابت باقی می‌ماند.
فرمول مرکز ثقل که به دلخواه به نظر می‌رسد توسط کتمول و کلارک بر مبنای زیبایی سطح حاصل و نه بر مبنای اشتقاق ریاضی است. با این وجود تلاش زیادی از سوی کتمول و کلارک انجام شد تا نشان بدهند که این شیوه رویه‌های بی‌اسپلاین دومکعبی تولید می‌کند.

## ارزیابی دقیق
محدودیت رویه‌های زیربخش کتمول کلارک را می‌توان به شکل مستقیم بدون پالایش بازگشتی ارزیابی کرد. این کار با استفاده از شیوه جاس استم ممکن است. این شیوه پالایش بازگشتی را به شکل یک مسئله ماتریس نمایی تبدیل می‌کند که به شکل مستقیم با استفاده از قطری‌سازی ماتریس قابل حل کردن است.